# Liv Migdal
Liv Migdal (* 1988 in Herne) ist eine deutsche Violinistin.

## Leben
Liv Migdal begann mit dem dritten Lebensjahr Geige zu spielen. Sie war Schülerin von Christiane Hutcap. 2001 wurde sie Stipendiatin der Horst Rahe-Stiftung. Sie konzertierte in Schweden, Italien, der Schweiz, Deutschland, Österreich, Slowenien, Polen und Israel und spielte als Solistin mit der Neuen Westfälischen Philharmonie, der Polnischen Kammerphilharmonie, dem Eskilstuna-Symphonie-Orchester, der Norddeutschen Philharmonie, dem Folkwang-Kammerorchester, den Bochumer Symphonikern, der Robert-Schumann-Philharmonie, der KlassikPhilharmonie Hamburg u. a. Liv Migdal ist Tochter des Hamburger Klavierprofessors Marian Migdal. Außerdem ist sie die jüngere Schwester der Schauspielerin Nadia Migdal. 2009 wurde sie in die Studienstiftung des deutschen Volkes aufgenommen, im selben Jahr wurde sie Stipendiatin der Yehudi-Menuhin-Stiftung „Live Music Now“.

## Auszeichnungen
Im Jahre 2005 erhielt Migdal in Italien den Preis Premio Utopia Napoli. Die Preisträgerin des 1. Internationalen Hindemith Wettbewerbs in Berlin spielte 2008 und 2009 in der Laeiszhalle Hamburg die Violinkonzerte von Tschaikowsky und Mendelssohn. Anfang 2010 errang Liv Migdal den 1. Preis beim internationalen Streicherwettbewerb der Yamaha Music Foundation of Europe. Kurz darauf gewann sie den Förderpreis Musik 2010 der Gesellschaft zur Förderung der westfälischen Kulturarbeit und erhielt eine Sonderprämie beim Alois-Kottmann-Preis in Frankfurt am Main.

## Diskografie
- Liv & Marian Migdal – Beethoven, Debussy, Strauss (2013)
- Liv & Marian Migdal – Józef und Henryk Wieniawski (2015)
- Liv Migdal & Deutsches Kammerorchester Berlin – 8 Jahreszeiten (2016)
- Liv Migdal: Refuge – Bach, Ben-Haim, Bartók (2019)
- Liv Migdal & Staatskapelle Weimar - Paul Ben-Haim (2024)